# Roberto Moya
Roberto Saturnino Moya Sandoval, né le 11 février 1965 à La Havane et mort le 21 mai 2020 à Valence (Espagne), est un athlète d'origine cubaine naturalisé espagnol en 2001,  spécialiste du lancer du disque. 

## Carrière

### Palmarès
| Date | Compétition                | Lieu          | Résultat | Performance |
| ---- | -------------------------- | ------------- | -------- | ----------- |
| 1991 | Jeux panaméricains         | La Havane     | 2e       | 63,92 m     |
| 1991 | Championnats du monde      | Tokyo         | 8e       | 61,44 m     |
| 1992 | Jeux olympiques d'été      | Barcelone     | 3e       | 64,12 m     |
| 1992 | Coupe du monde des nations | La Havane     | 2e       | 63,66 m     |
| 1995 | Jeux panaméricains         | Mar del Plata | 1er      | 63,58 m     |

### Records
| Épreuve          | Performance | Lieu | Date |
| ---------------- | ----------- | ---- | ---- |
| Lancer du disque | 65,68 m     |      | 1990 |